# 圪芦河水库
圪芦河水库是中国山西省长治市沁县境内的一座水库，位于浊漳河西源，建于1958年。水库正常库容为245万立方米，集雨面积为114平方千米，海拔为953.3米。